# Linalool dehydratase
Linalool dehydratase (EC 4.2.1.127, linalool hydrolyasea (myrcene-forming)) là một enzym với tên hệ thống là (3S) -linalool hydro-lyase (tạo thành myrcene). Enzyme này xúc tác cho phản ứng hóa học sau
(3S)-linalool {\displaystyle \rightleftharpoons } myrcene + H2O
Khi không có oxy, enzym này cũng có thể làm chất xúc tác trong việc đồng phân hóa của (3S) -linalool tới geraniol.